# Харьковский морской музей
Харьковский морской музей — музей, посвящённый истории судостроения и мореплавания. Открыт 3 июня 2009 года. Располагается в центре города Харьков, Украина, в здании ДК «Милиции» на улице Жён Мироносиц.

## О музее
19 мая в 2012 году в рамках всемирной акции «Ночь музеев» Харьковский морской музей встречал гостей, для которых экскурсию вёл Александр Якименко. Директор музея, кассир и экскурсовод музея, Я. Александр — неоднократный призёр чемпионатов мира по судомоделизму, является автором моделей кораблей, он собственноручно создал всю коллекцию музея.
Харьковский морской музей состоит из двух залов. Основой экспозиции музея стала частная коллекция харьковчанина Александр Якименко, сбору которой он посвятил несколько десятилетий. В музее разрешается трогать руками большинство экспонатов, за исключением моделей кораблей.
27 сентября 2017 года в Харьковском литературном музее прошла презентация Карты музеев Харькова, на которой были нанесены семь музейных учреждений в центре города, находящихся в пешей досягаемости друг от друга.